# The Trail of Books
The Trail of Books é um filme mudo norte-americano de 1911 em curta-metragem, do gênero drama, dirigido por D. W. Griffith.

## Elenco
- Edwin August
- Florence La Badie
- Adele DeGarde